# Филиппинский пилохвост
Филиппинский пилохвост (лат. Galeus schultzi) — глубоководный вид рода пилохвостов, семейства кошачьих акул (Scyliorhinidae). Обитает у берегов Лузона и Филиппин. Максимальный размер 30 см.

## Таксономия
Известный специалист по акулам Стюарт Спрингер в 1979 году описал филиппинского пилохвоста в техническом отчёте Национального управления океанических и атмосферных исследований. Голотип представлял собой половозрелого самца длиной 30 см, пойманного в бухте Балайян. Он отличался от типичных пилохвостов и с некоторой неуверенностью был отнесён к роду Galeus.

## Ареал и среда обитания
Филиппинские пилохвосты являются эндемиками вод, омывающих остров Лузон и Филиппины. Они обитают на верхней части материкового склона у дна на глубине 329—431 м. Существует единичная запись о присутствии филиппинского пилохвоста на континентальном шельфе на глубине 50 м.

## Описание
Максимальная длина 30 см. У филиппинского пилохвоста тонкое, твёрдое тело и короткая, закруглённая морда. Крупные овальные глаза вытянуты по горизонтали, они расположены высоко на голове и оснащены рудиментарным третьим веком, позади глаз имеются крошечные дыхальца. Под глазами имеются небольшие выступы. Ноздри разделены треугольными кожными складками. Рот широкий и изогнутый в виде длинной арки, по углам расположены длинные борозды. На верхней челюсти имеются 48 зубных рядов, на нижней челюсти количество зубов меньше. Каждый зуб имеет один центральный и несколько латеральных зубцов меньшего размера. Имеется пять пар коротких жаберных щелей.
Вершины спинных плавников закруглены. Спинные плавники имеют примерно одинаковый размер. Основание первого спинного плавника находится над второй половиной основания брюшных плавников. Основание второго спинного плавника находится над второй половиной основания анального плавника. Грудные плавники среднего размера с закруглёнными концами. Брюшные плавники низкие с острым концом. Длина основания анального плавника составляет 10-11 % от общей длины тела, она длиннее расстояния между спинными плавниками и между брюшными и анальным плавником. Хвостовой стебель имеет почти цилиндрическую форму. Хвостовой плавник низкий, с маленькой нижней лопастью и вентральной выемкой возле кончика верхней лопасти. Тело покрыто мелкими, перекрывающими друг друга плакоидными чешуйками, каждая из которых имеет форму листовидной короны с горизонтальным хребтом и тремя маргинальными зубчикам. На передней части дорсального края хвостового плавника имеется характерный пилообразный гребень, сформированный крупными чешуйками. Окрас коричневатый, брюхо светлее. Около спинных плавников имеются неясные тёмные пятна седловидной формы, такие же пятна присутствуют на хвосте. Внутренняя поверхность рта колеблется от светлого до тёмного оттенка.

## Биология и экология
Половая зрелость у самцов и самок наступает при длине 25 и 27—30 соответственно.

## Взаимодействие с человеком
На глубине обитания филиппинских пилохвостов глубоководная добыча рыбы не ведётся.